# Пласенша (Калифорнија)
Пласенша (енгл. Placentia) град је у америчкој савезној држави Калифорнија. По попису становништва из 2010. у њему је живело 50.533 становника.

## Демографија
Према попису становништва из 2010. у граду је живело 50.533 становника, што је 4.045 (8,7%) становника више него 2000. године.
| Група             | 2000.          | 2010.          |
| Белци             | 24.967 (53,7%) | 22.590 (44,7%) |
| Афроамериканци    | 821 (1,8%)     | 914 (1,8%)     |
| Азијати           | 5.190 (11,2%)  | 7.531 (14,9%)  |
| Хиспаноамериканци | 14.460 (31,1%) | 18.416 (36,4%) |
| Укупно            | 46.488         | 50.533         |